# Siirt (province)
La province de Siirt est une des 81 provinces de la Turquie. Sa préfecture se trouve dans la ville éponyme de Siirt.

## Géographie
Sa superficie est de 6 186 km2.

## Population
Au recensement de 2000, la province était peuplée d'environ 263 676 habitants, soit une densité de population d'environ 42 hab./km2.
| 2000    | 2001    | 2002    | 2003    | 2004    | 2005    | 2006    |
| ------- | ------- | ------- | ------- | ------- | ------- | ------- |
| 270 832 | 273 982 | 276 806 | 279 562 | 282 461 | 285 462 | 288 529 |

| 2007    | 2008    | 2009    | 2010    | 2011    | 2012    | 2013    |
| ------- | ------- | ------- | ------- | ------- | ------- | ------- |
| 291 528 | 299 819 | 303 622 | 300 695 | 310 468 | 310 879 | 314 153 |

| 2014    | 2015    | 2016    | 2017    | 2018    | 2019    | 2020    |
| ------- | ------- | ------- | ------- | ------- | ------- | ------- |
| 318 366 | 320 351 | 322 664 | 324 394 | 331 670 | 330 280 | 331 070 |

| 2021    | 2022    | 2023    | - | - | - | - |
| ------- | ------- | ------- | - | - | - | - |
| 331 980 | 331 311 | 347 412 | - | - | - | - |

## Administration
La province est administrée par un préfet (en turc : vali)

## Subdivisions
La province est divisée en 7 districts (en turc : ilçe, au singulier).